# 15. арондисман Париза
15. арондисман Париза је један од 20 арондисмана главног града Француске.
Налази се на левој обали реке Сене . Делећи округ Монпарнас са 6. и 14. арондисманом, то је најнасељенији арондисман у граду. Торањ Монпарнас – највиши небодер у Паризу – и суседни Гар Монпарнас налазе се у 15. арондисману, на граници са 14. Такође је домвишеспратнице Фронт Сене 2026. године у 180 метара високом Торањ Троуглу биће смештен хотел са 120 соба и 70.000 квадратних метара пословног простора. 

## Историја
Законом 16. јуна 1859 је присајединио Паризу подручје између старог зида Ферме генерале и зида Тијерс. Комуне Гренел, Вожижар и Жавел укључене су у Париз 1860.
Шарл Мишелс (р. 1903), изабран је за заменика за 15. арондисман од стране Народне фронте; Узели су га за таоца и стрељали нацисти 1941. године.

## Четврти
Као и у свим париским арондисманима, петнаести се састоји од четири административна кварта.
- На југу, четврт Сен-Ламберт заузима некадашње место села Ваугирард, изграђено дуж древног римског пута. Географија овог подручја била је посебно погодна за производњу вина, као и за вађење камена. У ствари, многи париски споменици, као што је Војна школа, изграђени су од Вожижар камена. Село, које још није било део Париза, Парижани су сматрали пријатним предграђем, пријатним за сеоске шетње или његове кабарее и луткарске представе. Године 1860. Ваугирард је припојен Паризу, заједно са суседним селима.
- На истоку, кварт Некер је првобитно био ненасељен простор између Париза и Вожирара. Најпознатије знаменитости у овој области су железничка станица Гар Монпарнас и пословни торањ Торањ Монпарнас који се назире. Подручје око железничке станице је реновирано и сада садржи низ канцеларијских и стамбених блокова, парк и тржни центар. Коначно, кварт садржи низ јавних зграда: Лицеј Буфон, Дечју болницу Некер, као и приватну фондацију Пастеров институт .
- На северу, кварт Гренел је првобитно био истоимено село. Равница Гренел се простирала од садашњег Хотела инвалида до предграђа Иси-ле-Мулино на другој страни Сене, али је у прошлим вековима остала углавном ненасељена због потешкоћа у обради земље. Почетком 19. века, предузетник по имену Виолет одвојио је део равнице: ово је постало село Богренел, познато по низу равних улица и блокова, који су остали и данас. Цела област се одвојила од комуне Вожирар 1830. године, постајући комуна Гренел, која је заузврат припојена Паризу 1860. године. Век касније, низ стамбених и канцеларијских кула изграђени су дуж Сене, Фронт Сене заједно са тржним центром Бугренел .
- На западу, кварт Жавел лежи јужно од равнице Гренел. Ранијих година, то је била индустријска област округа : прво са хемијским компанијама, затим електрокомпанијама и на крају произвођачима аутомобила (Ситроен), чије фабрике заузимао велики део кварта све до раних 1970-их. Индустријска подручја су од тада обновљена, а у сусједству се сада налазе Парк Андре Ситроен, Европска болница Жорж Помпиду и низ великих пословних зграда и телевизијских студија ( Сажем, Канал Плус, Француска Телевизија итд.). Поред тога, јужно од кружног аутопута, продужетка 15., некадашњег аеродрома почетком 20. века, сада је хелиодром, теретана и рекреативни центар.

Рани аеродром овде је захваћен урбаним развојем и спортским центром, али преостала површина, углавном под травом, наставља да служи Паризу као хелиодром. Царински објекти су доступни и посебно заузети током аеромитинга који се одржавају у Буржеу на другој страни града.

## Географија
15. арондисман се налази у југозападном делу Париза, на левој обали Сене. Укључује једно од три острва у Паризу, Острво Цигана .
Са 8,5 km² или 2.100 хектара, то је трећи највећи арондисман у Паризу, и био би највећи да се велики паркови Булоњска шума и Венсенска шума не рачунају као део 16. и 12. арондисмана .

## Демографија
Врхунац броја становника 15. арондисмана Париза догодио се 1962. године, када је имао 250.551 становника. Од тада је изгубио отприлике једну десетину свог становништва, али је и даље најнасељенији арондисман Париза, са 225.362 становника на последњем попису из 1999. године. Са 144.667 радних места на истом попису, 15. је такође веома густ у пословним активностима. Овај арондисман је дом многих породица и познат је у Паризу као један од најтиших делова у Паризу. Већину арондисмана релативно мало посећују туристи, што је реткост за један од најпосећенијих градова на свету.
- Париз – детаљ Понт Мирабо
- Фонтане у парку Андре Ситроен
- Волис фонтана
- Кип слободе (са Ајфеловом кулом у позадини)
- Торањ Монпарнас
- Парк Жорж-Брасенс

### Историја становништва
| Година (француски пописо)    | Популација | Густина (ст. по км² ) |
| ---------------------------- | ---------- | --------------------- |
| 1872. године                 | 75,449     | 8,874                 |
| 1954. године                 | 250,124    | 29,419                |
| 1962. (врхунац становништва) | 250,551    | 29,470                |
| 1968                         | 244,080    | 28,709                |
| 1975. године                 | 231,301    | 27,205                |
| 1982                         | 225,596    | 26,534                |
| 1990                         | 223,940    | 26,340                |
| 1999                         | 225,362    | 26,507                |
| 2009                         | 236,491    | 27,888                |

## Места од интереса
- Базен Келер
- Ситроен модели
- Панорамски ресторан
- Зграда јавног сервиса Француске

- Делови области Монпарнаса .
- Некадашња радионица (више не постоји) Константина Бранкусија, у којој је вајар радио од 1925. до 1957. године, сада је измештена испред Центра Жорж Помпиду
- Вила Сантос Думон у којој су Осип Задкин и Фернан Леже [2] имали своју радионицу, такође је представљена у књизи Гејл Алберт Халабан Из мог прозора, Париз . [3]
- Трг Бела Бартока где се може видети скулптура-фонтана Жан-Ива Лешевалијеа .
- Реплика статуе слободе на острву Цигана где је Бартолди радио.

## Влада и инфраструктура
- Од новембра 2015. француско Министарство оружаних снага налази се у наменској згради у близини станице метроа Балард . [4]
- Аустралијска амбасада
- Јапански културни центар у Паризу [5]
- Француски институт [6]

## Економија
- Пре завршетка садашњег седишта Ер Франса у Трамбле-ан-Франсу у децембру 1995. [7] [8] Ер Франс је имао седиште у торњу који се налазио поред железничке станице Гаре Монпарнас на Монпарнасу и у 15. арондисману; Ер Франс је имао своје седиште у торњу око 30 година. [9] [10] [11]
- Раније на Торњу Монпарнас, у 15. арондисману Париза, била је смештена извршна управа Акор-а. [12]
- Фудбалски савез Француске
- Европска свемирска агенција
- Међународни савет музеја
- Европска болница Жорж-Помпиду

- Дворана Спортова
- Пијачни дани
- Острво Цигана и Црква Светог Кристофа
- Европска болница Жорж-Помпиду, сала

## Образовање и истраживање
- Међународни универзитет Шилер има кампус у арондисману. Налази се у близини трга Конвенције. [13]
- Пастеров институт

## Значајни људи
- Брижит Бардо, глумица
- Семјуел Бекет, писац, који је живео у 15. арондисману већи део свог одраслог живота
- Лик Бесон, режисер
- Антоан Бурдел, уметник
- Александар Калдер, уметник
- Марк Шагал, уметник
- Дитрих фон Холтиц, војни гувернер Париза, 1944–1945.
- Андре Ситроен, индустријалац
- Роберт Деснос, песник и члан француског покрета отпора
- Франсоа Оланд, председник Француске (2012–2017)
- Рене Магрит, уметник
- Софи Марсо, глумица
- Андре Масон, уметник
- Хенри Милер, писац, живео је у 15. где је радио на Тропику рака . [14]
- Жоан Миро, уметник
- Жак Монод и Франсоа Жакоб открили су механизам регулације транскрипције гена, дело награђено Нобеловом наградом за физиологију и медицину 1965. године.
- Лу Монтањије, Франсоаз Баре-Синуси и колеге открили су два вируса ХИВ-а који изазивају СИДУ, 1983. и 1985. године, награђени Нобеловом наградом за физиологију и медицину 2008. године.
- Луј Пастер, микробиолог
- Осип Задкин, уметник